# Gare de Bannalec
La gare de Bannalec est une gare ferroviaire française de la ligne de Savenay à Landerneau. Elle est située sur la commune de Bannalec dans le département du Finistère en région Bretagne.
Elle est mise en service en 1863 par la Compagnie du chemin de fer de Paris à Orléans (PO). 
C'est une halte voyageurs de la Société nationale des chemins de fer français (SNCF), desservi par des trains TER Bretagne.

## Situation ferroviaire
Établie à 86 mètres d'altitude, la gare de Bannalec est située au point kilométrique (PK) 653,987 de la ligne de Savenay à Landerneau entre les gares ouvertes de Quimperlé et de Rosporden. À l'origine, la gare de Mellac - Le Trévoux s'intercalaient entre Quimperlé et Bannalec.

## Histoire
La gare de Bannalec est programmée puis réalisée par la Compagnie du chemin de fer de Paris à Orléans (PO) au début des années 1860. L'inauguration de la nouvelle station a lieu le lundi 7 septembre 1863 en même temps que la section de la gare de Lorient à celle de Quimper. Le train inaugural, part de Lorient à 13 h, il s'arrête dans les quatre stations intermédiaires : Gestel, Quimperlé, Bannalec et Rosporden.
La mise en service officielle de la gare de Bannalec avec l'ouverture de l'exploitation, par la compagnie du PO, a lieu, le lendemain de l'inauguration, le 8 septembre 1863. Elle dispose d'un bâtiment voyageurs réalisé sous la direction de l'architecte de la compagnie Phidias Vestier.

La gare avant sa rénovation
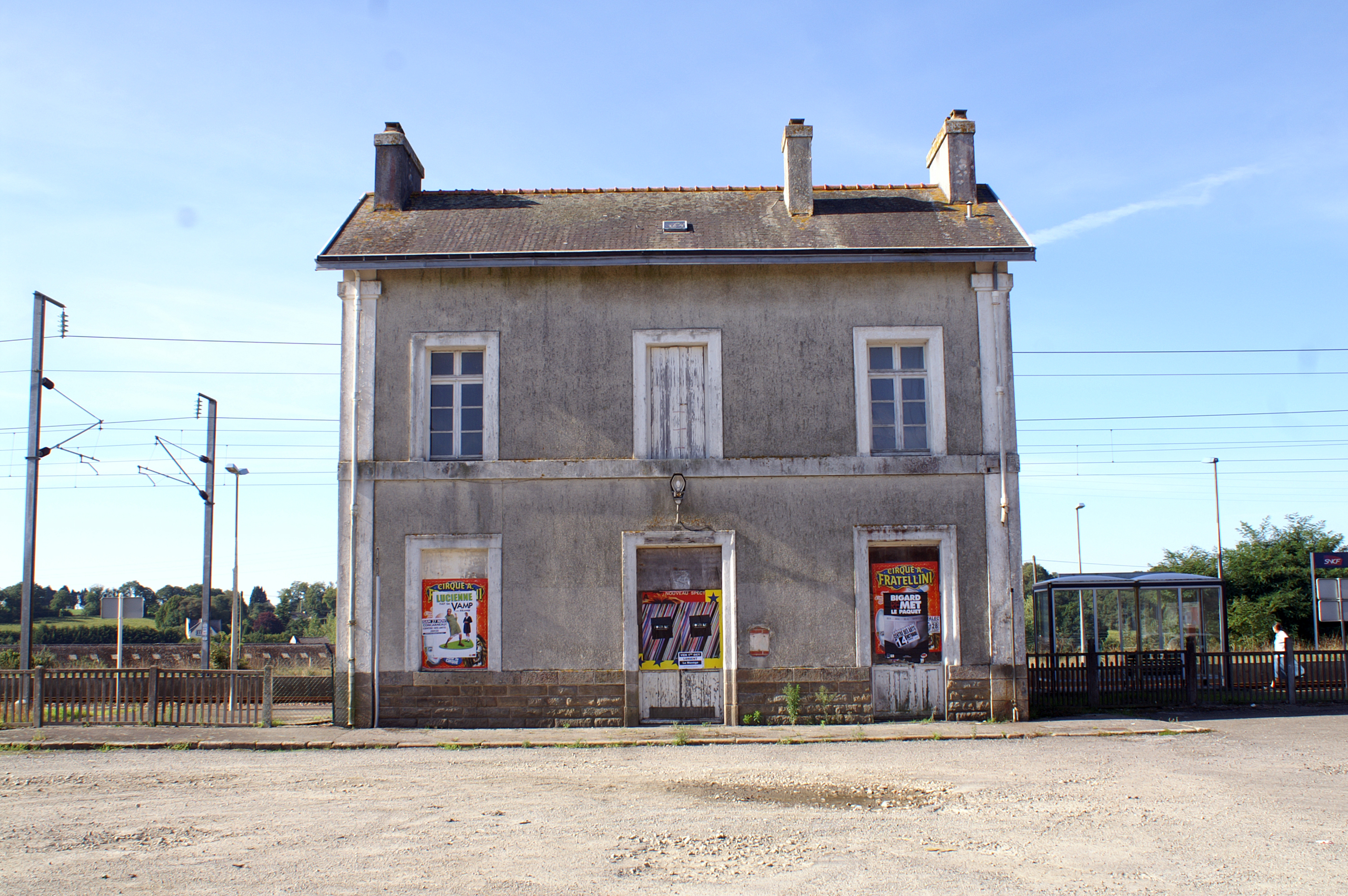
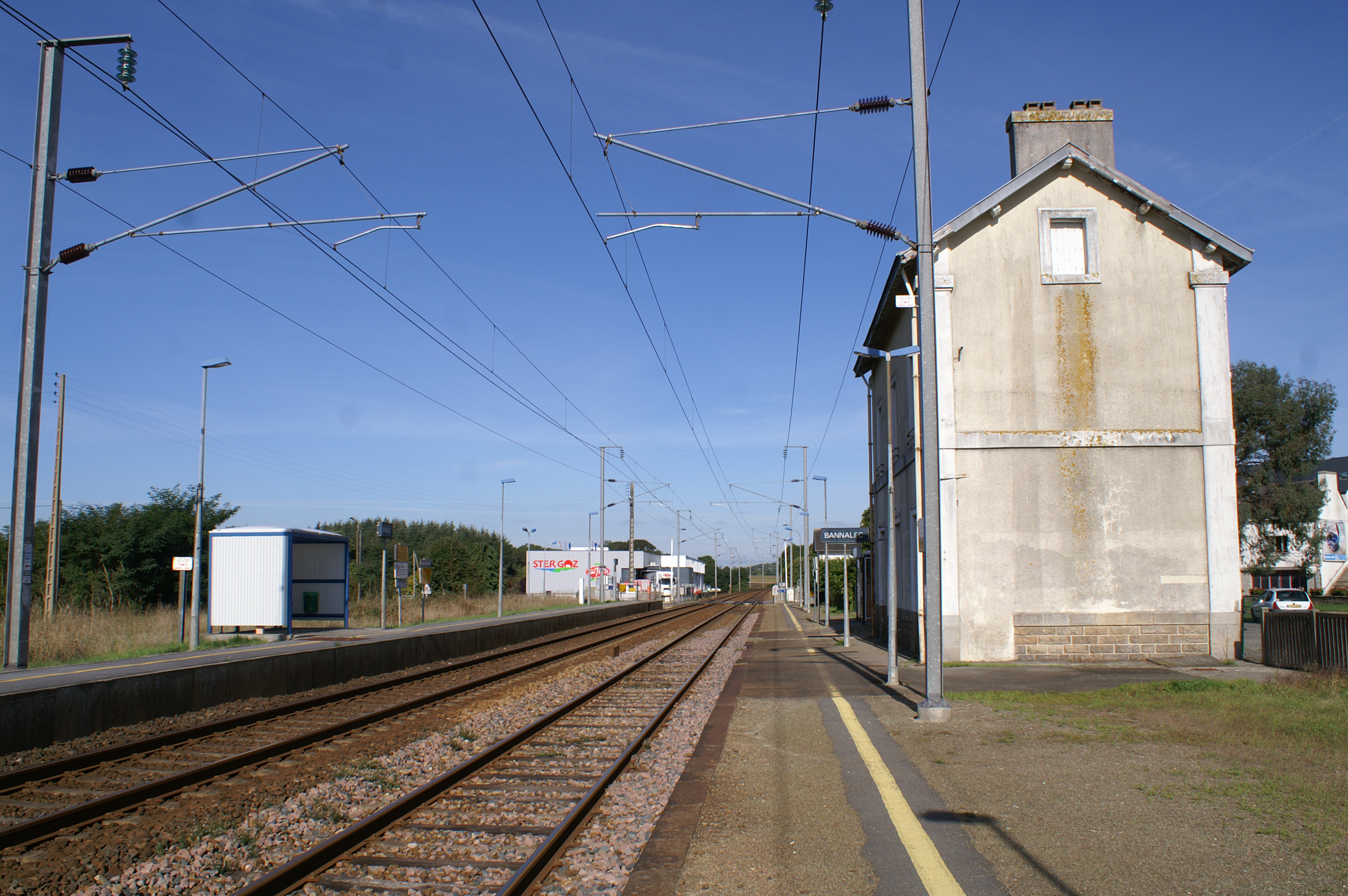
Direction Quimper.
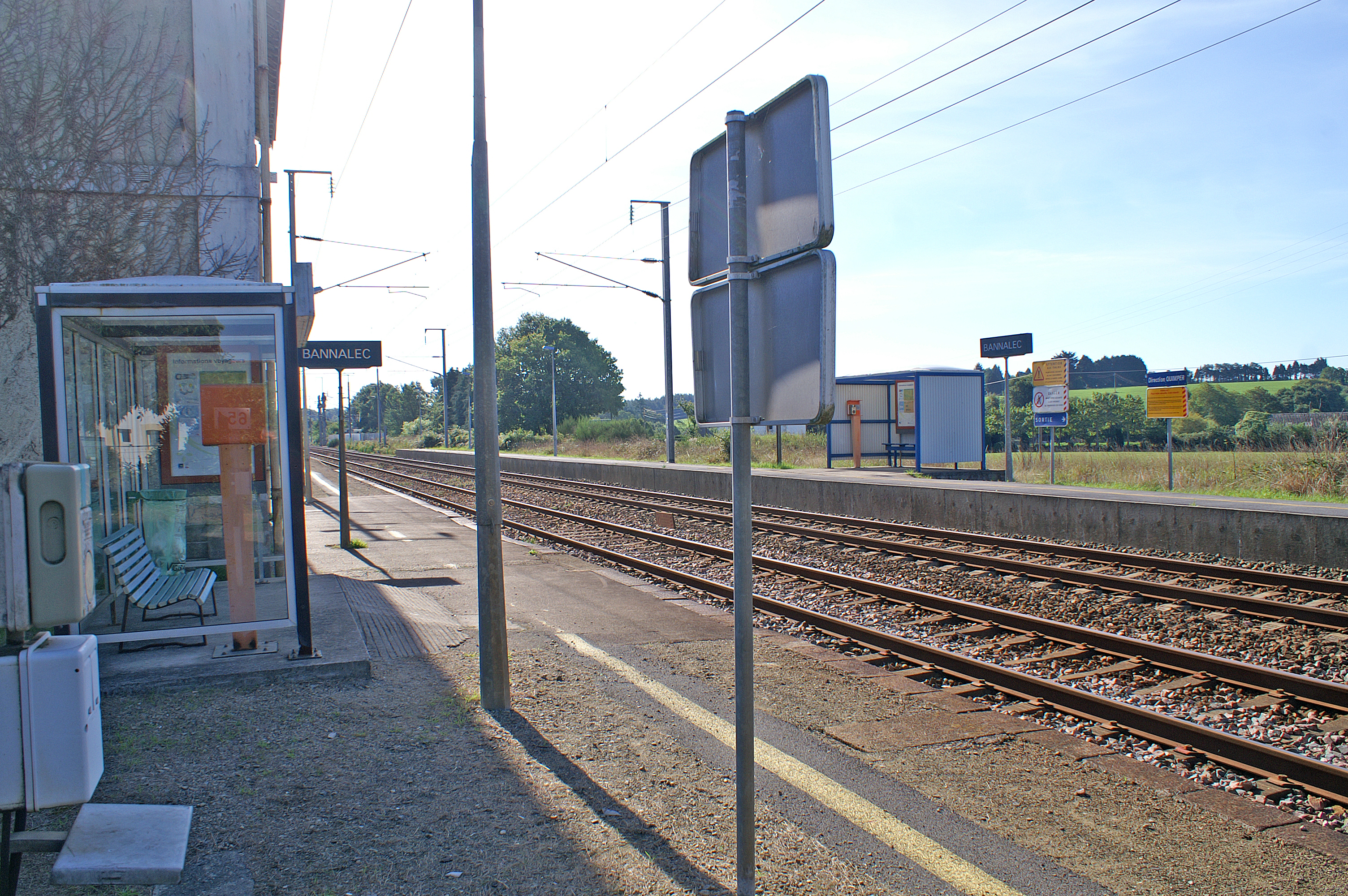
Direction Lorient.

En 2013, la SNCF réaménage les quais aux normes PMR, et en 2014 le transit en gare a augmenté de 123 % depuis 2010, avec 21 600 voyageurs par an, ce qui représente plus de 50 usagers qui montent ou descendent chaque jour. Le bâtiment voyageurs a été rénové avec un réaménagement de son rez-de-chaussée en hall « Ti-Gar » avec une consigne et un abri à vélo. Le chantier d'un coût d'environ un million d'euros a été co-financé, notamment par le Syndicat d'Énergie et d'Équipements du Finistère, le département du Finistère et la région Bretagne.

## Fréquentation
Selon les estimations de la SNCF, la fréquentation annuelle de la gare figure dans le tableau ci-dessous.
| Année               | 2015   | 2016   | 2017   | 2018   | 2019   | 2020   | 2021   | 2022   | 2023   |
| ------------------- | ------ | ------ | ------ | ------ | ------ | ------ | ------ | ------ | ------ |
| Nombre de voyageurs | 23 529 | 23 072 | 22 688 | 22 562 | 28 103 | 25 645 | 29 217 | 41 701 | 44 859 |

## Service des voyageurs

### Accueil
Halte SNCF c'est un point d'arrêt non géré (PANG) à entrée libre. Elle est équipée de deux quais avec abris.
La traversée des voies et le passage d'un quai à l'autre s'effectuent par le passage à niveau routier. 

### Desserte
Bannalec est desservie par des trains TER Bretagne qui effectuent des missions entre les gares de Lorient et de Quimper. 

Installations en 2021
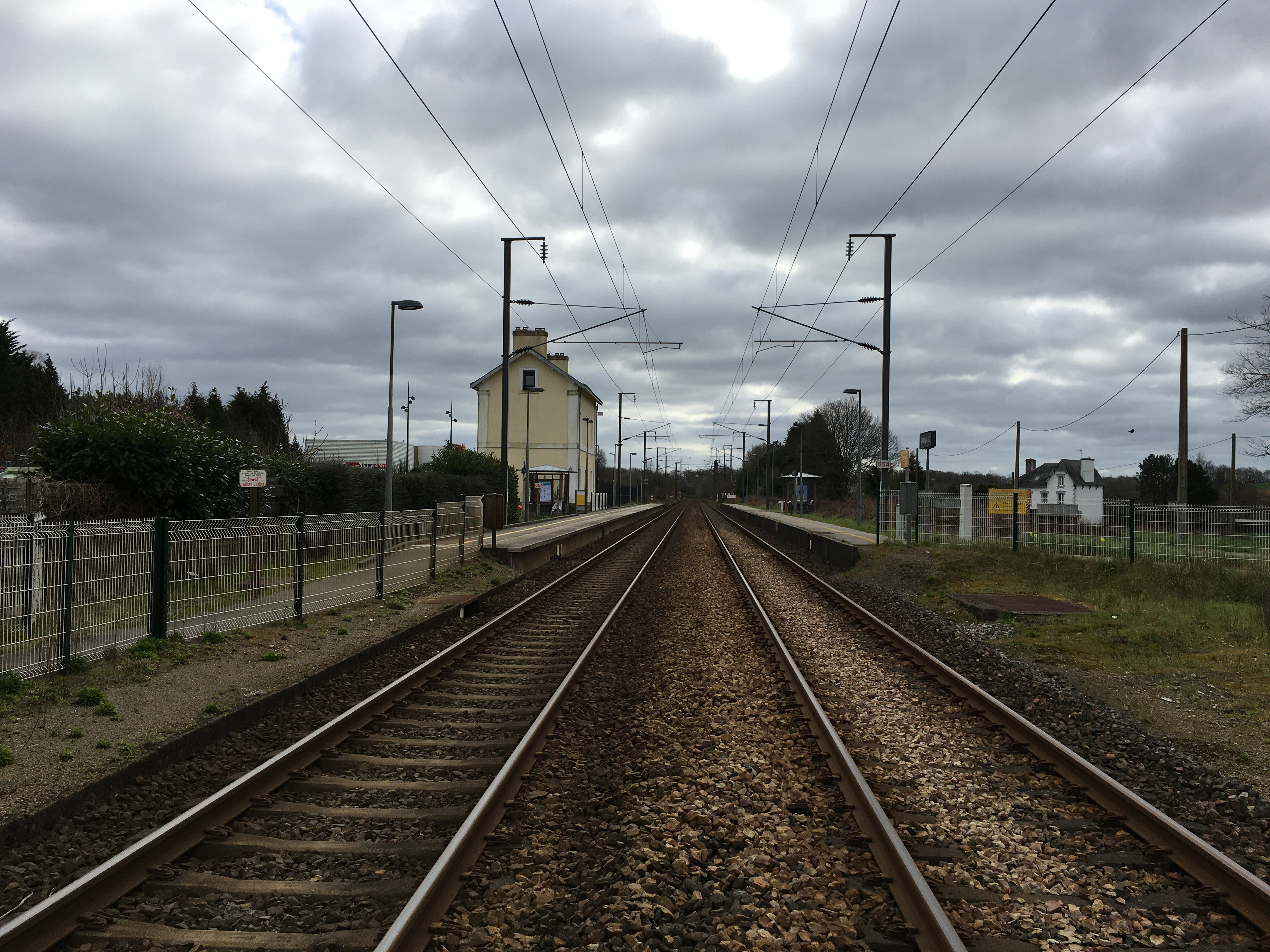
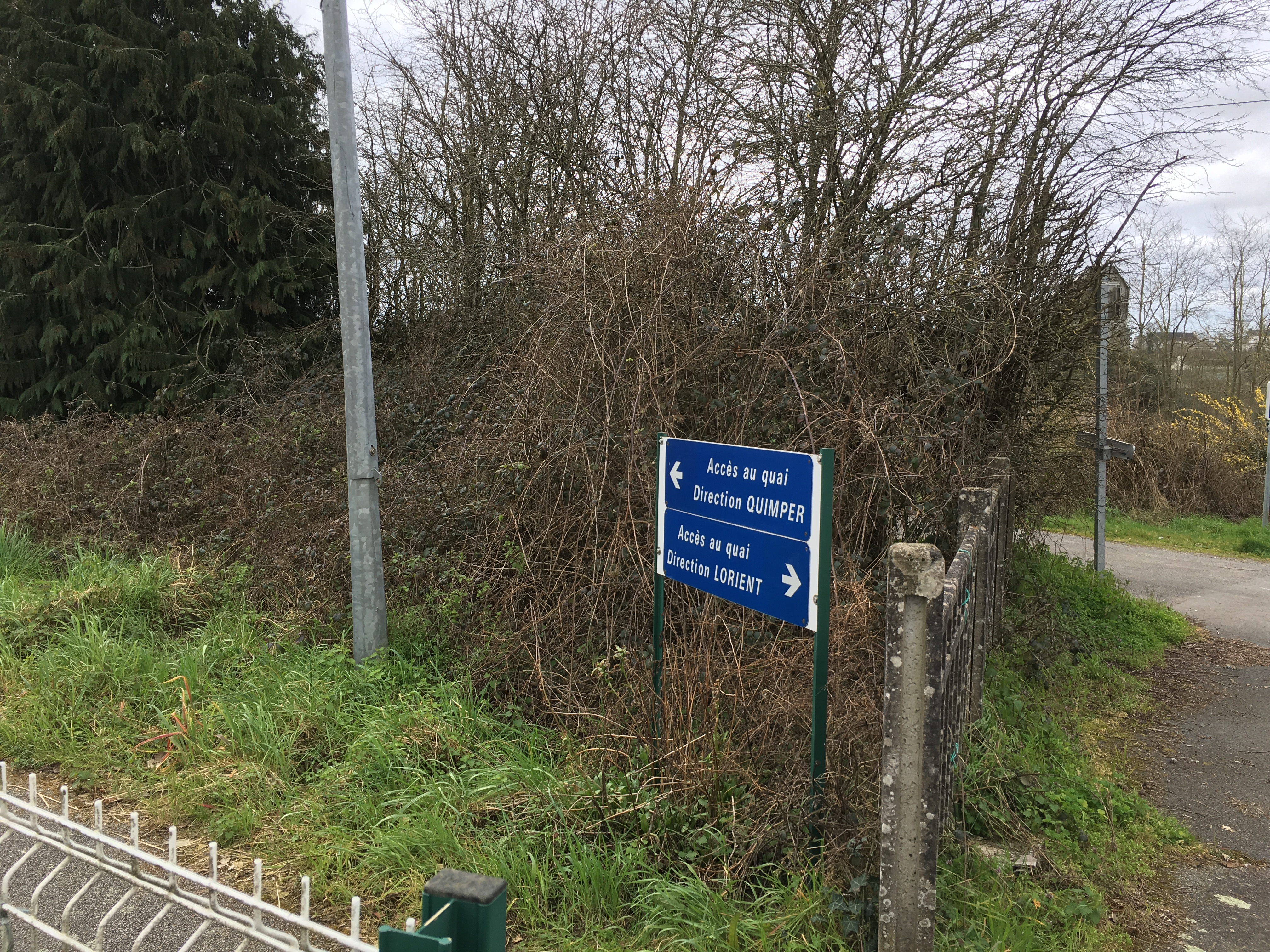
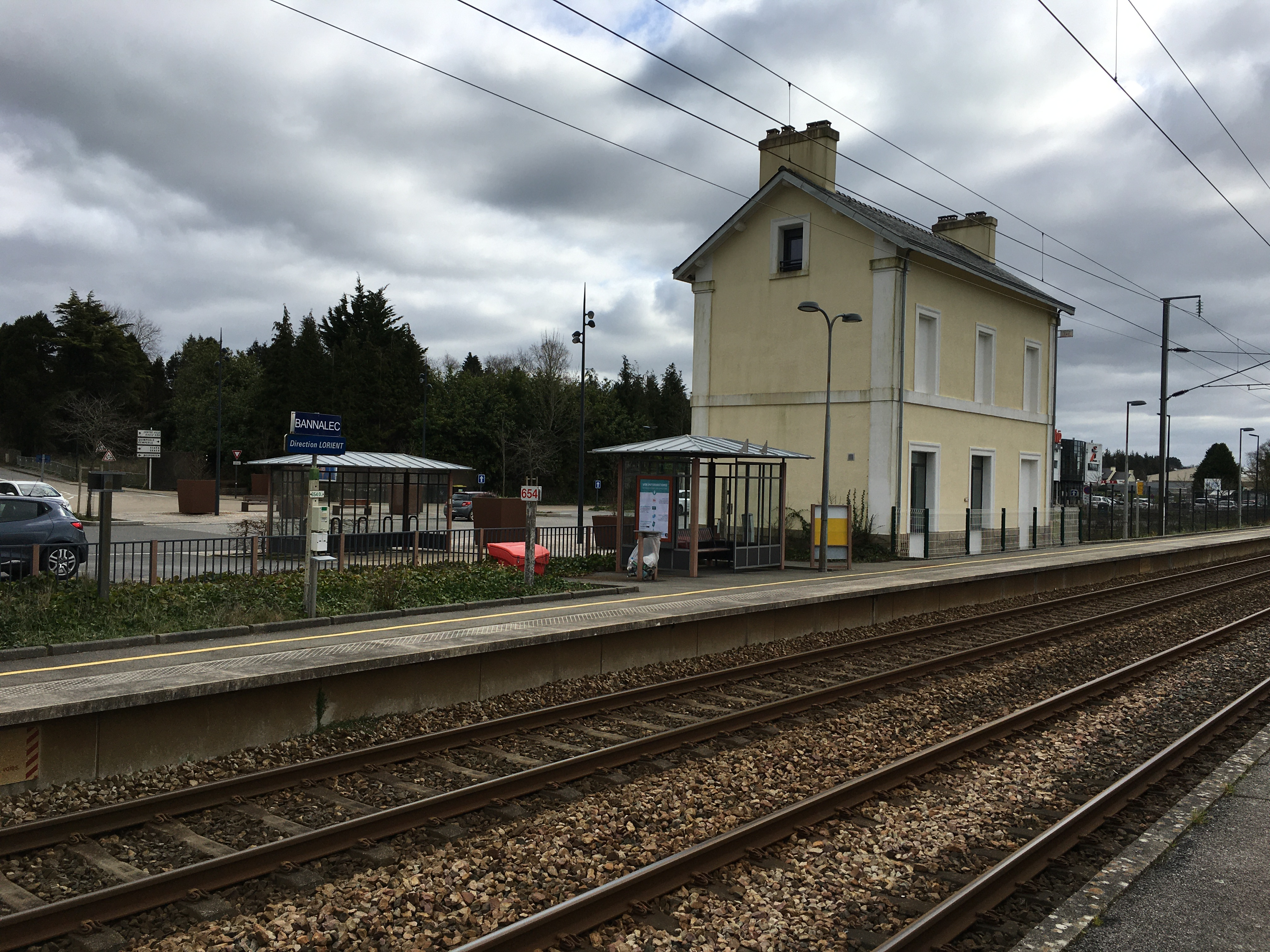

### Intermodalité
Un parking pour les véhicules y est aménagé.